# Сі Сі Ейч Паундер
Керол Крістін Гіларія Паундер (нар. 25 грудня 1952) — американська актриса. Вона зіграла Мо'ат у франшизі «Аватар», Аманду Уоллер у фільмах DC та Клодетт Вімс у поліцейському драматичному серіалі FX «Щит» (2002–2008). Вона отримала чотири номінації на премію «Еммі» за ролі в «Секретних матеріалах», «Швидкій допомозі», «Щиті» та «Жіночому детективному агентстві № 1».
Паундер зіграла роль доктора Анджели Хікс у медичному драматичному серіалі «Швидка допомога» (1994–1997), Ірен Фредерік у «Складі 13» (2009–2014) та окружного прокурора Тайна Паттерсона у «Синах анархії» (2013–2014). З 2014 року до завершення серіалу в 2021 році вона грала судмедексперта доктора Лоретту Вейд у поліцейському драматичному серіалі NCIS: Новий Орлеан. Паундер також озвучувала Аманду Воллер в анімаційному шоу «Ліга справедливості Необмежена» (2004–2006), роль, яку вона повторювала в пізніших ЗМІ DC Comics. А також озвучення повторюваної ролі Кадми у серіалі «Чарівниці».
У фільмі вона знялася у «Весь цей джаз» (1979), «Іди розкажи це на горі» (1984), «Честь родини Прицці» (1985), Кафе «Багдад» (1987), «Листівки з краю» (1990), «Психо IV: На початку» (1990), «Бенні і Джун» (1993), «Демонічний лицар» (1995), «Без обличчя» (1997), «Кінець світу» (1999), «Дитя пітьми» (2009), «Аватар» (2009), «Знаряддя смерті: Місто кісток» (2013) та «Годзілла: Король монстрів» (2019).

## Раннє життя
Паундер народилася у Британській Гвіані (нині Гаяна). 25 грудня 1952 року. Її повне ім'я, Керол Крістін Гіларія Паундер, на честь її бабусь і хрещених матерів. Вона виросла на цукровій плантації, якою керував її батько Рональд Арлінгтон Паундер. Її мати Бетсі Енід Арнелла (уроджена Джеймс) працювала в посольстві Сполучених Штатів, а сім'я жила в Лондоні, Англія. Паундер навчалася в католицькій школі-інтернаті в Сассексі, Англія.
Вона вступила до коледжу мистецтв і технологій Гастінгса, де Паундер вивчала живопис, але кинула навчання на першому курсі після переїзду до Сполучених Штатів. Її сім'я вже оселилася в Нью-Йорку, поки вона навчалася в школі. Паундер закінчила коледж Ітаки в 1975 році. Паундер заявила, що її батьки не підтримували її вибір стати актрисою, а її мати хотіла, щоб Паундер була диктором новин.

## Кар'єра
Паундер дебютувала, як акторка у фільмі Весь цей джаз (1979). Вона продовжила свою кар'єру в театрі Нью-Йорка, де вона з'явилася в The Mighty Gents драматурга Річарда Уеслі та Open Admissions на Бродвеї. Вона переїхала до Лос-Анджелеса в 1982 році. Вона зіграла головну роль у фільмі Кафе «Багдад»  і знялася меншою мірою в багатьох інших фільмах.
Вона зосередилася насамперед на телевізійній кар'єрі. На початку 1980-х років Паундер вперше з'явилася в гостьових ролях у Hill Street Blues, а потім у кількох шоу («Шоу Косбі», «L. A. Law», «Цілком таємно», «Living Single» та «Квантовий стрибок»), перш ніж отримати тривалу повторювану роль як Доктор Анджела Хікс у «Швидкій допомозі» з 1994 по 1997 рік. Вона також знялася в художньому фільмі «Оповідання зі склепу» «Лицар-демон» (1995). Потім вона повернулася до гостьових появ в інших серіалах, включно з «Практикою», «Закон і порядок: Спеціальний корпус», Millennium, Західне крило (де вона розглядалася на роль Сі Джей Крегг) і у короткочасному ситкомі «Жінки в тюрьмі».

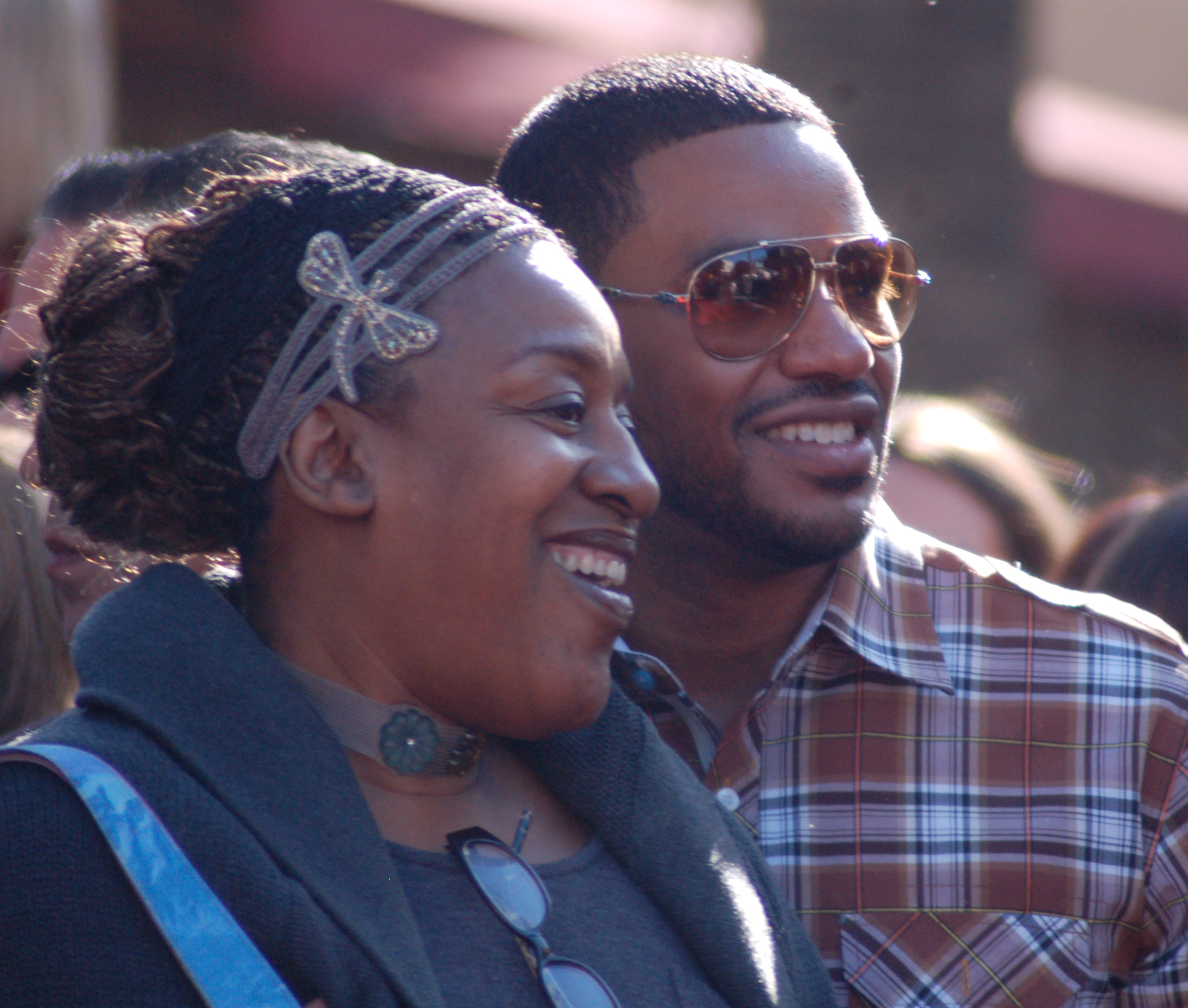
Паундер із партнером по «Аватару» Лазом Алонсо в грудні 2009 року

З 2002 по 2008 рік вона грала роль детектива Клодетт Уімс у поліцейській драмі FX The Shield. За цю роль вона була номінована на премію Primetime Emmy за найкращу жіночу роль другого плану в драматичному серіалі в 2005 році та на премію NAACP Image Award.  Раніше вона була номінована на премію «Еммі» в 1995 році за роль гостя в «Секретних матеріалах» і в 1997 році за роль другого плану в «Швидкій допомозі». Вона також позичала свій голос у кількох відеоіграх і анімаційних проектах, зокрема «Аладдін і король злодіїв», «Справжній злочин: Вулиці Лос-Анджелеса», «Гаргульї» в ролі Дездемони та «Холодного вогню» та «Ліга Справедливості без обмежень» у ролі урядового агента Аманди Воллер, роль якої вона повторила. анімаційну екранізацію коміксу «Супермен/Бетмен: Вороги суспільства»  а також відеоігри Batman: Arkham Origins, його продовження Batman: Arkham Origins Blackgate та ще один анімаційний фільм, дія якого продовжується в іграх, Batman: Assault on Arkham.

## Зовнішні посилання
- Офіційний сайт акторки